# 圣洛朗 (上加龙省)
圣洛朗（法語：Saint-Laurent，法語發音：[sɛ̃ loʁɑ̃] ⓘ）是法国上加龙省的一个市镇，属于圣戈当区。

## 地理
圣洛朗（43°19'32"N, 0°47'56"E）面积8.39 平方千米，位于法国奧克西塔尼大區上加龙省，该省份为法国西南部内陆省份，西南端与西班牙接壤，自此顺时针与上比利牛斯省、热尔省、塔恩-加龙省、塔恩省、奥德省和阿列日省接壤。
与圣洛朗接壤的市镇（或旧市镇、城区）包括：阿南、蒙贝尔纳、孟德斯鸠吉托、圣弗拉茹、萨莱尔姆。

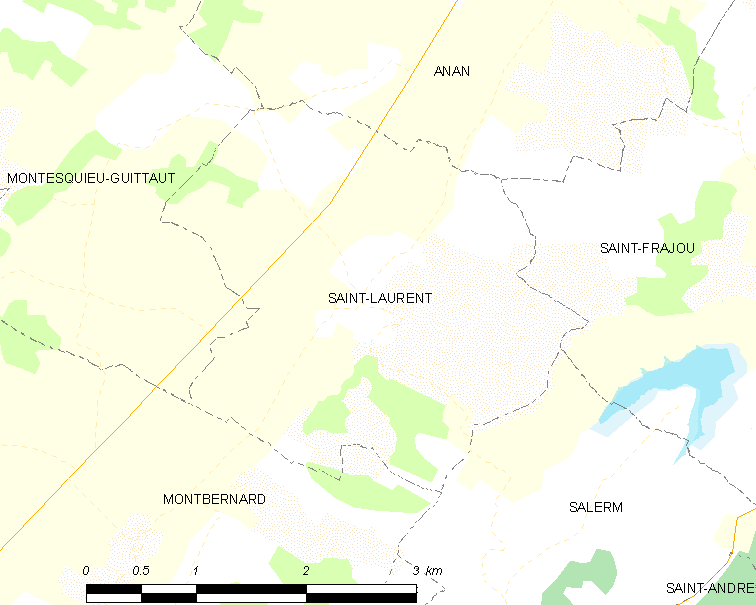
的OSM定位图

圣洛朗的时区为UTC+01:00、UTC+02:00（夏令时）。

## 行政
圣洛朗的邮政编码为31230，INSEE市镇编码为31494。

## 政治
圣洛朗所属的省级选区为卡泽尔县。

## 人口

1962-2008年间人口变化图示

圣洛朗于2022年1月1日时的人口数量为177人。